# Fissidens oediloma
Fissidens oediloma är en bladmossart som beskrevs av C. Müller och Brotherus 1895. Fissidens oediloma ingår i släktet fickmossor, och familjen Fissidentaceae. Inga underarter finns listade i Catalogue of Life.